# AIGLX

Schemat zależności GLX/AIGX z technologią Direct Rendering Infrastructure

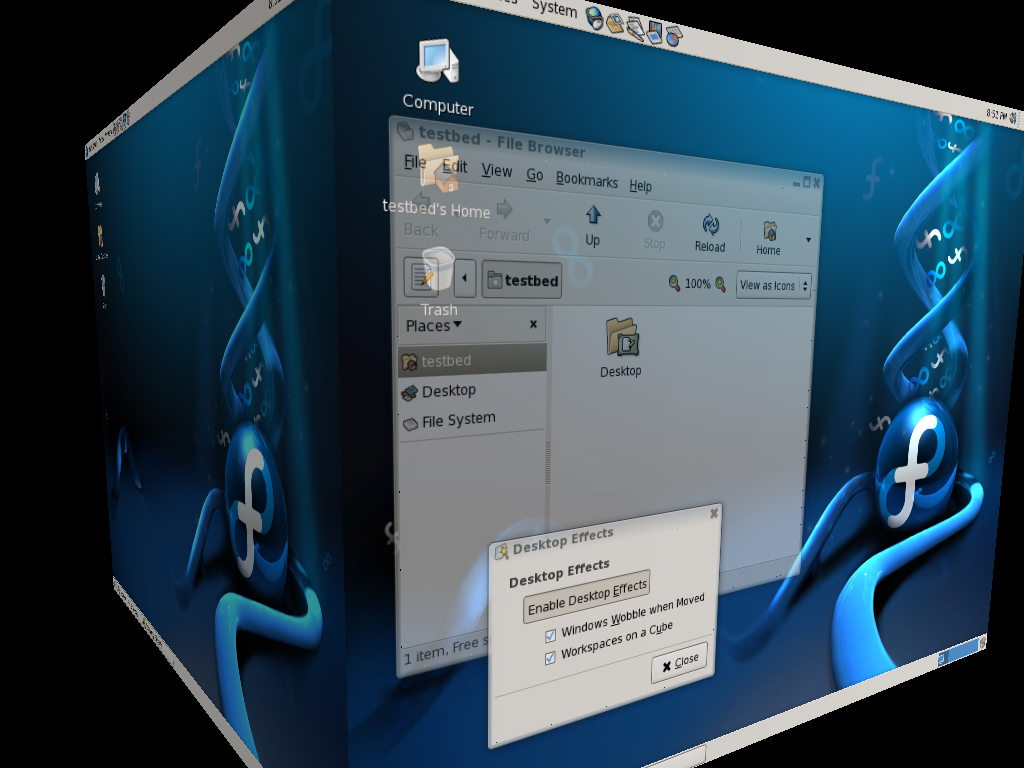
Compiz uruchomiony na Fedora Core 6 z AIGLX.

AIGLX (ang. Accelerated Indirect GL X) – rozszerzenie X Window System, umożliwiające wykorzystanie kart graficznych, poprzez X.Org i OpenGL, do akceleracji rysowania elementów środowiska graficznego.
Jest to alternatywa dla XGL niebędąca osobnym serwerem X, co ma wpływ na większą stabilność i wydajność. Projekt AIGLX jest rozwijany przez społeczność projektu X.Org i projektu Fedora.
Aby użyć AIGLX, potrzebny jest odpowiedni sterownik karty graficznej, system okienkowy X.Org w wersji przynajmniej 7.1 oraz menedżer kompozycji taki jak Compiz (dawniej popularny był również Beryl).

## AIGLX i karty graficzne NVIDIA
AIGLX można uruchomić na wszystkich kartach graficznych, które są obsługiwane przez zamknięty sterownik, dostarczany przez producenta, od wersji 1.0-9625. Żaden otwarty sterownik grafiki nie pozwala na zastosowanie tej technologii.

## AIGLX i karty graficzne ATI
Otwarty sterownik kart graficznych ATI, rozpowszechniany razem ze źródłami Linuksa, pozwala użyć AIGLX na kartach graficznych o oznaczeniach 7000 do x1300. Zamknięty sterownik dostarczany przez ATI obsługuje rozszerzenie GLX_EXT_texture_from_pixmap poczynając od wersji 8.42.3 i w związku z tym umożliwia uruchomienie serwera X z włączoną obsługą AIGLX.

## AIGLX i inne karty graficzne
Lista aktualnie obsługiwanych kart graficznych znajduje się na stronie głównej projektu. 
Aktualnie AIGLX można uruchomić także  na komputerach posiadających następujące karty:
- Intel: i830, i855, GMA 900 i GMA 950
- Matrox: MGA G550